# Temporada 1989-1990 del Club Joventut Badalona
La temporada 1989-1990 va ser la 51a temporada en actiu del Club Joventut Badalona des que va començar a competir de manera oficial. La Penya va disputar la seva 34a temporada a la màxima categoria del bàsquet espanyol. Va acabar la fase regular en la tercera posició del grup I i es va classificar per disputar els play-offs, arribant a ser el finalista de la competició millorant així la posició assolida la temporada anterior. L'equip també va ser finalista de la Copa del Rei. El gran èxit de la temporada el van aconseguir a Europa, proclamant-se campions de la Copa Korac per segona vegada a la seva història.

## Resultats
Copa Korac
Aquesta temporada es va proclamar per segona vegada a la seva història campió de la Copa Korac. A setzens de final va eliminar el Monceau Jumet de Bèlgica guanyant els dos partits. Després va superar la lligueta de vuitens com a primer del seu grup, fet que el va permetre encreuar-se amb el segon classificat d'un altre grup, l'Enimont Libertas Liburnia (Itàlia), equip que va superar en dos partits gràcies a la diferència de punts. A semifinals es va desfer del KK Bosna iugoslau, i a la final va guanyar el US Scavolini Victoria Libertas per 98 a 99. Aquesta final es va disputar a la localitat italiana de Pesaro, i Jordi Villacampa va ser el màxim anotador amb 29 punts.
Lliga ACB
A la Lliga ACB finalitza la primera fase com a primer classificat del seu grup, i com a tercer en la lligueta de la segona fase, classificant-se per disputar els play-offs pel títol. A quarts de final va eliminar el Fórum Filatélico en dos partits, i en semifinals es va desfer del Reial Madrid en tres. A la final va caure en el tercer partit davant el FC Barcelona.
Copa del Rei
El Joventut va arribar a la final de la Copa després de superar el CB Caja Bilbao a vuitens, el CB DYC Breogán a quarts, i el CB Grupo IFA Granollers a les semifinals. A la final va perdre davant el CB CAI Zaragoza per 76 a 69.
Lliga catalana
La Penya va quedar segona al seu grup de semifinals de la Lliga catalana i no es va classificar per disputar la final.

## Plantilla
La plantilla del Joventut aquesta temporada va ser la següent:
| Club Joventut Badalona: plantilla 1989-90 |       |      |
| Jugador                                   | Pos.  | A.   |
| Josep Maria Margall                       | Aler  | 1.98 |
| Josep Antoni Montero                      | Base  | 1.93 |
| Carlos Ruf                                | Pivot | 2.10 |
| Rafa Jofresa                              | Base  | 1.83 |
| Tomàs Jofresa                             | Base  | 1.84 |
| Jordi Villacampa                          | Aler  | 1.96 |
| Juan Antonio Morales                      | Pivot | 2.11 |
| Dani Pérez                                | Aler  | 1.98 |
| Reggie Johnson                            | Pivot | 2.06 |
| Lemone Lampley                            | Pivot | 2.05 |

| Club Joventut Badalona: staff 1989-90 |            |
| Nom                                   | Funció     |
| Herb Brown                            | Entrenador |

| Jugadors del planter amb minuts al 1r equip |       |      |              |
| Jugador                                     | Pos.  | A.   | Participació |
| Antonio Medianero                           | Aler  | 1.91 | 17 partits   |
| Ferran López                                | Base  | 1.88 | 2 partits    |
| Pere J. Remón                               | Pivot | 2.05 | 5 partits    |
| Robert Bellavista                           | -     | -    | 2 partits    |

### Baixes
| Baixes a l'inici de temporada |       |
| Jugador                       | Pos.  |
| Juan Rosa                     | Aler  |
| Jordi Pardo                   | Aler  |
| Greg Stokes                   | Pivot |
| Earl Jones                    | Pivot |